# Ардусат (комуна)
Ардусат (рум. Ardusat) — комуна у повіті Марамуреш в Румунії. До складу комуни входять такі села (дані про населення за 2002 рік):
- Ардусат (1826 осіб) — адміністративний центр комуни
- Арієшу-де-Кимп (278 осіб)
- Колциря (439 осіб)

Комуна розташована на відстані 414 км на північний захід від Бухареста, 16 км на захід від Бая-Маре, 98 км на північ від Клуж-Напоки.

## Населення
За даними перепису населення 2002 року у комуні проживали 2543 особи.
Національний склад населення комуни:
| Національність | Кількість осіб | Відсоток |
| -------------- | -------------- | -------- |
| румуни         | 2518           | 99,0%    |
| угорці         | 16             | 0,6%     |
| цигани         | 8              | 0,3%     |
| українці       | 1              | < 0,1%   |

Рідною мовою назвали:
| Мова      | Кількість осіб | Відсоток |
| --------- | -------------- | -------- |
| румунська | 2531           | 99,5%    |
| угорська  | 12             | 0,5%     |

Склад населення комуни за віросповіданням:
| Релігія        | Кількість осіб | Відсоток |
| -------------- | -------------- | -------- |
| православні    | 2314           | 91,0%    |
| п'ятдесятники  | 102            | 4,0%     |
| греко-католики | 92             | 3,6%     |
| римо-католики  | 19             | 0,7%     |
| реформати      | 6              | 0,2%     |
| баптисти       | 2              | 0,1%     |